# 約翰·梅欽
約翰·梅欽（英語：John Machin，1686年洗禮－1751年6月9日）是伦敦格雷沙姆学院的天文学教授。他最出名的是在 1706年为圓周率{\displaystyle \pi }開發了一個快速的收斂级数，并用它来计算到100位小数。

## 歷史
約翰·梅欽於 1718-1747年在皇家学会祕書。他也是負責處理莱布尼茨和牛顿之間的微積分爭端的委員會成員之一。
1713年 5 月 16 日，他接替亚历山大·托里亚诺（Alexander Torriano ）擔任格雷沙姆學院的天文学教授，并担任该职位直至他在1751年6月9日於伦敦去世。梅欽享有很高的数学声誉。赫顿 (Hutton) 研究了他对圆的巧妙求积，并于 1706年通过哈雷方法将π的值计算到小数点后一百位。皇家天文学会保存了他的大量手稿；并于 1727年写信给威廉·琼斯，他曾宣稱要為修改月球表而給予多 10,000 英磅的议会奖励 10,000 英镑。 
1728年，他被列为以法莲·钱伯斯百科全书的订阅者之一。 

## 公式
梅欽類公式 （其推导很直接的）是：
{\displaystyle {\frac {\pi }{4}}=4\arctan {\frac {1}{5}}-\arctan {\frac {1}{239}}}
這個新公式是 π的莱布尼茨公式(π/4 = arctan 1)的變形，它的好處是它显着提高了收敛速度，这使其成为一种更实用的计算方法。
为了将 π 计算到小数点后 100 位，他将他的公式泰勒级数 展示以求反正切。（布鲁克·泰勒與梅钦是同時期的人物，當時在剑桥大学。 ）几个世纪以来（一直到计算机时代），梅欽類公式一直是 π 的主要工具。
有幾個梅欽類公式是眾所週知的。

## 另見
- 格雷沙姆天文学教授